# Veliki komet iz leta 1881
Véliki komet iz leta 1881 ali Komet Tebbutt (uradna oznaka je C/1881 K1) je komet, ki ga je odkril avstralski astronom John Tebbutt 22. maja 1881.

## Značilnosti
Soncu se je najbolj približal 16. junija 1881 na razdaljo približno 0,7 a.e.. Komet je bil viden s prostim očesom od zadnjih dni maja do konca julija. V sredini junija je bil viden samo na južni polobli, v drugi polovici junija pa tudi za opazovalce na severni polobli.